# Новоборский
Новоборский — посёлок в Борском районе Самарской области. Административный центр и единственный населённый пункт Новоборского сельского поселения.

## География
Находится у северо-восточной окраины районного центра села Борское в 105 км к востоку от Самары.
Вдоль южной окраины посёлка проходит железнодорожная линия Самара — Оренбург (ближайшая платформа Неприк расположена в райцентре).
К востоку и юго-востоку от посёлка простирается Бузулукский бор.

## Население
| 2010  | 2012  | 2013  | 2014  | 2015  | 2016  | 2017  |
| ----- | ----- | ----- | ----- | ----- | ----- | ----- |
| 2298  | ↘2273 | ↘2272 | ↘2234 | ↗2239 | ↗2243 | ↘2229 |
| 2018  | 2019  | 2020  | 2021  |       |       |       |
| ↘2201 | ↘2178 | ↘2153 | ↗2355 |       |       |       |

Постоянное население составляло 1918 человек (русские 87 %) в 2002 году.